# Dimanche à Bamako
Dimanche à Bamako (Domingo en Bamako en español) es el quinto álbum de estudio de Amadou & Mariam. Fue grabado en formato CD y producido por Manu Chao. Editado en Europa por Because Music, y por Nonesuch Records en Estados Unidos en 2004.
Mariam Doumbia y Amadou Bagayoko son un dúo musical maliense compuesto por Mariam Doumbia, en la vocalización, y su esposo Amadou Bagayoko, en la guitarra y vocalización.
En 2003 Manu Chao se acercó a Amadou & Mariam y más tarde produjo su álbum Domingo en Bamako. Las letras de las canciones "Camions Sauvages" y "Politic Amagni" son las mismas que las de las pistas "Panik Panik" y "Politik Kills". Manu Chao también participó en la redacción, composición, canto y guitarra en varias de las canciones.
Las canciones "La Realidad" (La Réalité), "Comida rápida de Senengal" (Sénégal Fast Food) y "Hermosos Domingos" (Beaux Dimanches) fueron presentadas también en video.
El álbum cuenta con invitados como el cantante de reggae marfileño Tiken Jah Fakoly y el trompetista Roy Paci.
En 2006, el álbum ganó un premio de la BBC en la categoría de música del mundo y fue nominado para el Premio Constantin.

## Lista de canciones
Todos los temas compuestos por Mariam Doumbia y Amadou Bagayoko, excepto donde se indica:

| Dimanche à Bamako |                                                                  |          |  |
| N.º               | Título                                                           | Duración |  |
| 1.                | «M'Bifé» (Mariam Doumbia, Manu Chao)                             | 2:11     |  |
| 2.                | «M'Bifé Balafon» (Manu Chao)                                     | 1:58     |  |
| 3.                | «Coulibaly» (Amadou Bagayoko)                                    | 3:18     |  |
| 4.                | «La Réalité» (Bagayoko)                                          | 3:32     |  |
| 5.                | «Sénégal Fast Food» (Bagayoko, Chao, Doumbia)                    | 4:19     |  |
| 6.                | «Artistiya» (Doumbia)                                            | 3:11     |  |
| 7.                | «La Fête au Village» (Bagayoko)                                  | 4:11     |  |
| 8.                | «Camions Sauvages» (Bagayoko, Chao, Doumbia))                    | 4:08     |  |
| 9.                | «Beaux Dimanches» (Bagayoko)                                     | 3:31     |  |
| 10.               | «La Paix» (Bagayoko)                                             | 4:19     |  |
| 11.               | «Djanfa» (Bagayoko, Chao, Doumbia)                               | 4:13     |  |
| 12.               | «Taxi Bamako» (Chao)                                             | 3:44     |  |
| 13.               | «Politic Amagni» (Bagayoko, Chao, Ousmane Cissé, Tiemoko Traoré) | 4:56     |  |
| 14.               | «Gnidjougouya» (Doumbia)                                         | 3:45     |  |
| 15.               | «M'Bifé Blues» (Chao, Doumbia)                                   | 5:21     |  |
| 56:43             |                                                                  |          |  |

## Posicionamiento
| Lista (2005)      | Número |
| ----------------- | ------ |
| Bélgica (Valona)  | 14     |
| Bélgica (Flandes) | 70     |
| Alemania          | 93     |
| Francia           | 2      |
| Suiza             | 28     |